# Tesero
Tesero (Tiézer in dialetto trentino) è un comune italiano di 2 987 abitanti della provincia autonoma di Trento.

## Geografia fisica

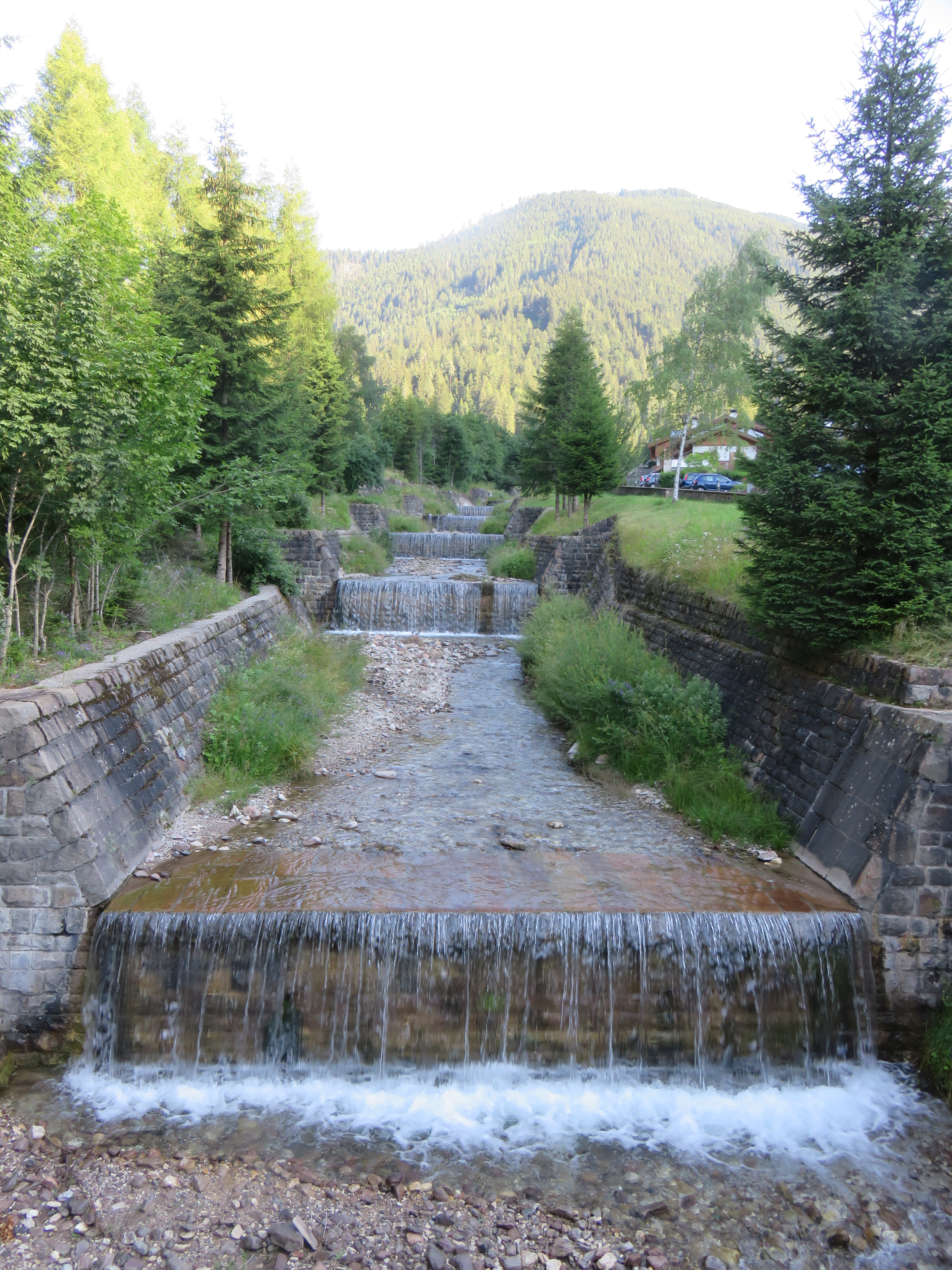
Il rio Stava lungo la strada Tesero - Stava.

### Territorio
Il centro abitato di Tesero si trova a nord-est di Trento, racchiuso tra le catene montuose del Latemar (è ai piedi dei Cornacci, gruppo del Cornon) e del Lagorai, e occupa le rive del torrente rio Stava.

### Clima
Il clima è temperato. Nei mesi estivi la temperatura media è attorno ai 17/18 gradi centigradi, mentre la minima invernale media è poco al di sotto dello zero. Le precipitazioni sono significative e non vi sono mai periodi troppo secchi. La piovosità media annuale è di 780 mm circa.

## Storia

### Primi insediamenti
Le prime tracce di presenza umana in Val di Fiemme sono del Mesolitico, e con alta probabilità sono legate a brevi incursioni stagionali di popolazioni che solitamente vivevano in valli vicine. In alta quota alcuni siti testimoniano che questi visitatori cercavano prede da cacciare o piante commestibili. I primi luoghi frequentati furono la Catena del Lagorai ed i passi di Lavazè e di Pampeago. Nel 1971 vennero trovate in zona lame in selce mesolitiche.
Si dovrà tuttavia attendere il Neolitico per avere tracce dei primi insediamenti residenziali permanenti. Solo in quel periodo l'agricoltura e l’allevamento iniziarono ad interessare la valle, più disagiata rispetto ad altre poste sulle principali vie di traffico preistorico.
Dell'Età del rame e di quella del Bronzo si sono rinvenuti pochi reperti, e si tratta per lo più di manufatti in terracotta o in legno. La popolazione rimase scarsa in valle anche durante l'Età del ferro. Il professor Leonardi dell’Università di Ferrara rinvenne, in Val di Stava, alcune piccole cavità di origine sicuramente umana anche se di difficile datazione.

### Età romana e medievale
In epoca romana le testimonianze diventano lentamente più numerose. In Val di Stava si sono rinvenuti un pilum ed una moneta del tempo dell’imperatore Commodo. Risulta ancora difficile stabilire quando nella valle arrivò il Cristianesimo.
Un importante testo che ci è pervenuto risale al XII secolo e si tratta dei patti Ghebardini che sancirono l'istituzione della Magnifica Comunità di Fiemme. La Comunità, in un secondo tempo, venne suddivisa in vari quartieri, ed uno di questi fu quello di Tesero.

Panorama di Tesero da Masi di Cavalese.

### Età moderna e contemporanea
Nel 1807, per decisione di Napoleone Bonaparte, la valle entra nell'area amministrata dalla Baviera: vengono abolite le Regole locali e istituiti i Comuni.
A partire dalla seconda metà dell'Ottocento, nel territorio comunale appaiono i primi segnali della rivoluzione industriale: un grande essiccatoio per i semi di conifere (dal 1855), una centrale elettrica privata (dal 1905), due cartiere e tre fucine, parecchi mulini e segherie sfruttano l'energia naturale delle acque del rio Stava.

#### Disastro della Val di Stava
Il 19 luglio 1985 la frazione di Stava e l'intera via Mulini vengono colpite da un disastro dalle conseguenze tragiche: l'argine del bacino di decantazione dello stabilimento minerario del monte Prestavel crolla, e un'enorme colata di fango cala sull'abitato provocando la morte di 268 persone.

### Simboli
Stemma
Lo stemma è stato riconosciuto con  D.C.G. del 12 febbraio 1930.
Gonfalone

## Monumenti e luoghi di interesse
L'abitato di Tesero ha mantenuto in gran parte la sua struttura medievale, quindi il suo centro mostra case con molte strutture in legno come ballatoi disposti anche in due o tre ordini, crocefissi sulle facciate, tetti a due spioventi con coperture in scandole, androni che nascondono ancora vecchi attrezzi e cataste di legna.

### Architetture religiose
- Chiesa di Sant'Eliseo
- Chiesa di San Leonardo
- Chiesa di San Rocco

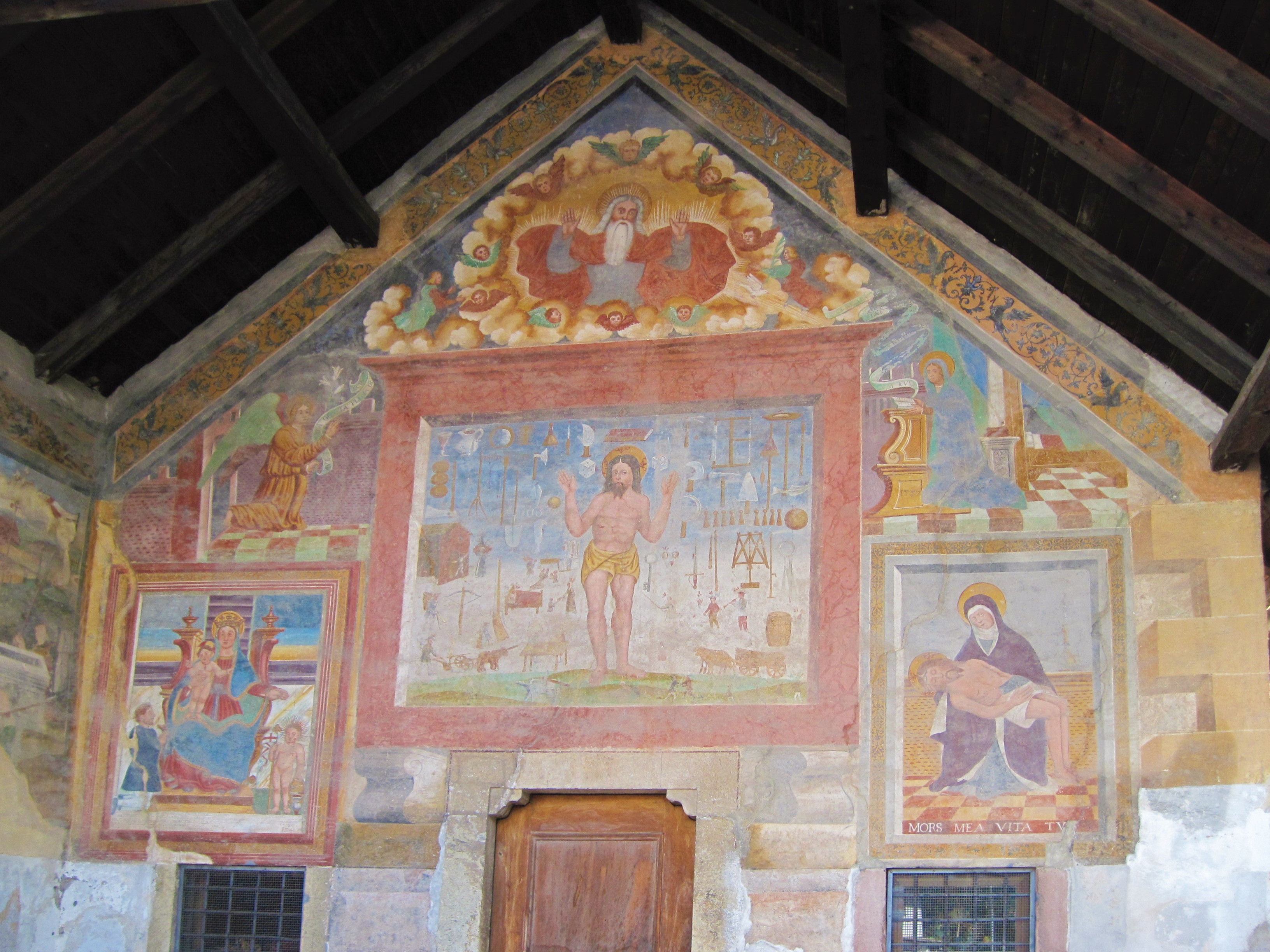
Chiesa di San Rocco: al centro, il Cristo della Domenica

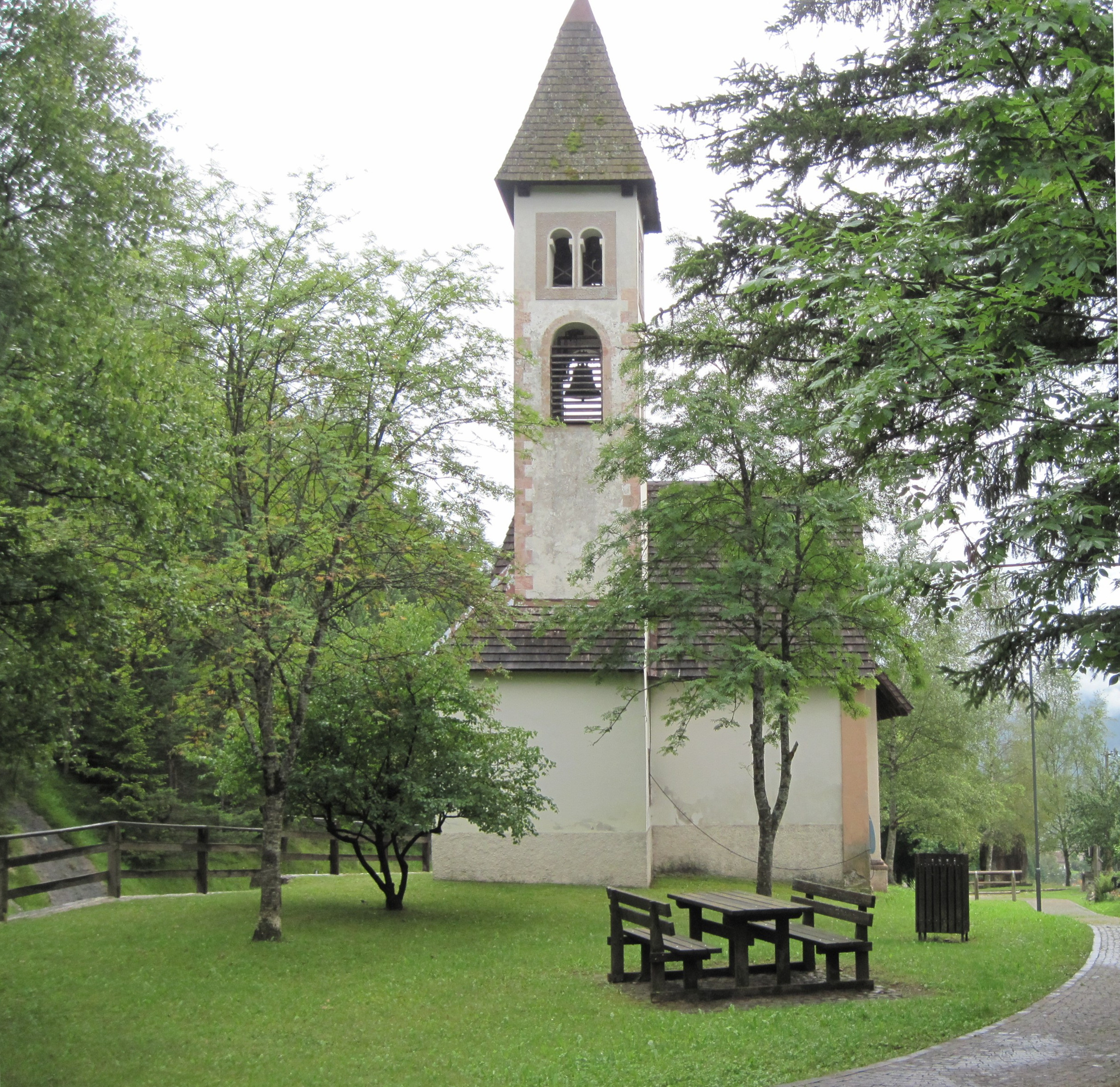
Chiesa dell'Addolorata, detta della Palanca, lungo la strada che unisce Tesero a Stava

- Chiesa dell'Addolorata o chiesa della Palanca
- Cappella della Santissima Trinità o chiesa dell'Ospedale

### Architetture civili
- Palazzo municipale
- Palazzo delle scuole
- Casa Jellici
- Casa Peterli
- Centro di documentazione Stava (nella frazione di Stava, per mantenere la memoria del tragedia che ha colpito la valle il 19 luglio 1985)

## Società

### Evoluzione demografica
Abitanti censiti

### Tradizioni e folclore
La tradizione del presepio è sentita da secoli e nel periodo natalizio le corti del paese si riempiono di realizzazioni opera di artigiani locali o semplici cittadini. Nella piazza Cesare Battisti per tradizione viene collocato un presepio a grandezza naturale, mentre una collezione sul tema è conservata nel museo di Casa Jellici.

## Infrastrutture e trasporti

### Strade
- Tesero si può raggiungere dall’autostrada A22 con uscita ad Ora e poi proseguendo con la strada statale 48 delle Dolomiti in direzione Cavalese.
- Trentino Trasporti effettua giornalmente collegamenti con i centri vicini di Cavalese, Predazzo, Pampeago e quindi anche per le altre località delle province di Trento e di Bolzano.

### Ferrovie
Dal 1917 al 1963 è stata in funzione la ferrovia della Val di Fiemme che collegava Ora con Predazzo attraverso la Val di Fiemme.
A Tesero esisteva una stazione ferroviaria. In seguito la ferrovia è stata completamente demolita e la stazione è caduta in disuso.

## Economia

### Artigianato
Secondo una definizione classica, "Tésero è la cittadella dell'artigianato trentino". Nel settore dell'artigianato è diffusa la lavorazione del legno finalizzata alla produzione di mobili e arredamenti legati alla tradizione, ed è presente un'attività artistica abbastanza nota, con la realizzazione di sculture (unita all'attività di intaglio) esportate in molte parti d'Italia e del mondo.
Molto interessante è il settore della produzione di strumenti musicali: pianoforti, organi, liuti e chitarre. La vicina foresta di Paneveggio, definita Foresta dei Violini, è famosa per la qualità del legno dei suoi abeti rossi, e a Tesero questa tradizione legata alla produzione di strumenti di altissimo livello è mantenuta da alcuni artigiani locali.

### Turismo
Sviluppato è anche il settore turistico, sia estivo che invernale. D'estate è possibile praticare l'escursionismo nei vicini gruppi montuosi del Latemar e del Lagorai. D'inverno è possibile praticare lo sci alpino nel comprensorio dello Ski Center Latemar e lo sci nordico presso lo Stadio del fondo di Lago di Tesero.

### Aziende storiche
- Centrale elettrica comunale. Istituita dal Comune nel 1907 ed entrata in funzione l'anno seguente, grazie ad una condotta forzata da 75 metri di dislivello la centrale è in grado di fornire elettricità anche alle frazioni di Lago e Stava, oltre che a Masi di Cavalese, giungendo alla fine degli anni Venti ad una potenza superiore ai 100 kW. Con la nazionalizzazione delle imprese elettriche, nel 1963 chiude.[10]
- Ospitale Giovanelli. A partire dal primo decennio del Novecento assume un'identità ospedaliera in senso stretto, dotandosi di luce elettrica, riscaldamento centralizzato e lavanderia a vapore,[18] a cui, nei decenni successivi, si aggiungeranno radiologia e sala operatoria. L'edificio, ripetutamente ampliato, raggiungerà i 100 posti letto,[19] e il suo aspetto risulterà molto distante da quello dell'antica infermeria fondata nel 1729 da Giangiacomo Giovanelli. A metà degli anni Cinquanta il servizio pubblico si concentra nell'attività assistenziale, mentre l'attività sanitaria viene assorbita dal nuovo Ospedale di Fiemme, inaugurato il 1º maggio del 1955.[20]

## Amministrazione
Le elezioni comunali 2015 hanno portato alla elezione del sindaco Elena Ceschini (lista civica Per Tesero e la sua gente).

## Sport

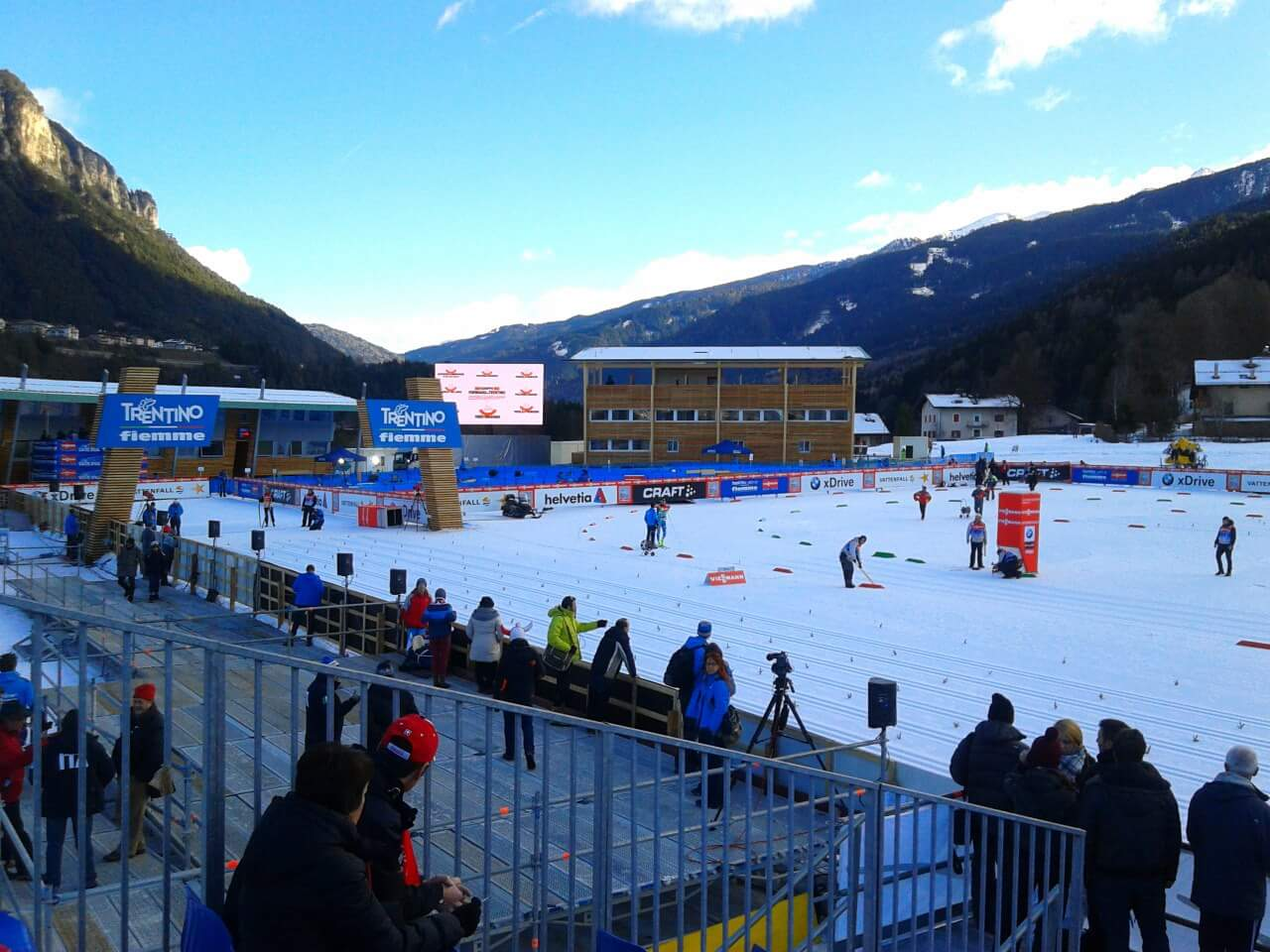
Stadio del fondo di Lago di Tesero.

### Sci di fondo
Viene praticato lo sci nordico ed in particolare lo sci di fondo, sport amato dagli stessi residenti. Oltre alla Marcialonga che interessa la zona ogni anno a fine gennaio, in Val di Fiemme sono state ospitate l'Universiade invernale 2013 e tre edizioni dei campionati mondiali di sci nordico (1991, 2003 e 2013) utilizzando il centro del fondo e del biathlon Fabio Canal (in località Lago, frazione di Tesero). Ha ospitato inoltre numerose gare di Coppa del Mondo di sci di fondo e dal 1993 il Trofeo Topolino di sci di fondo.

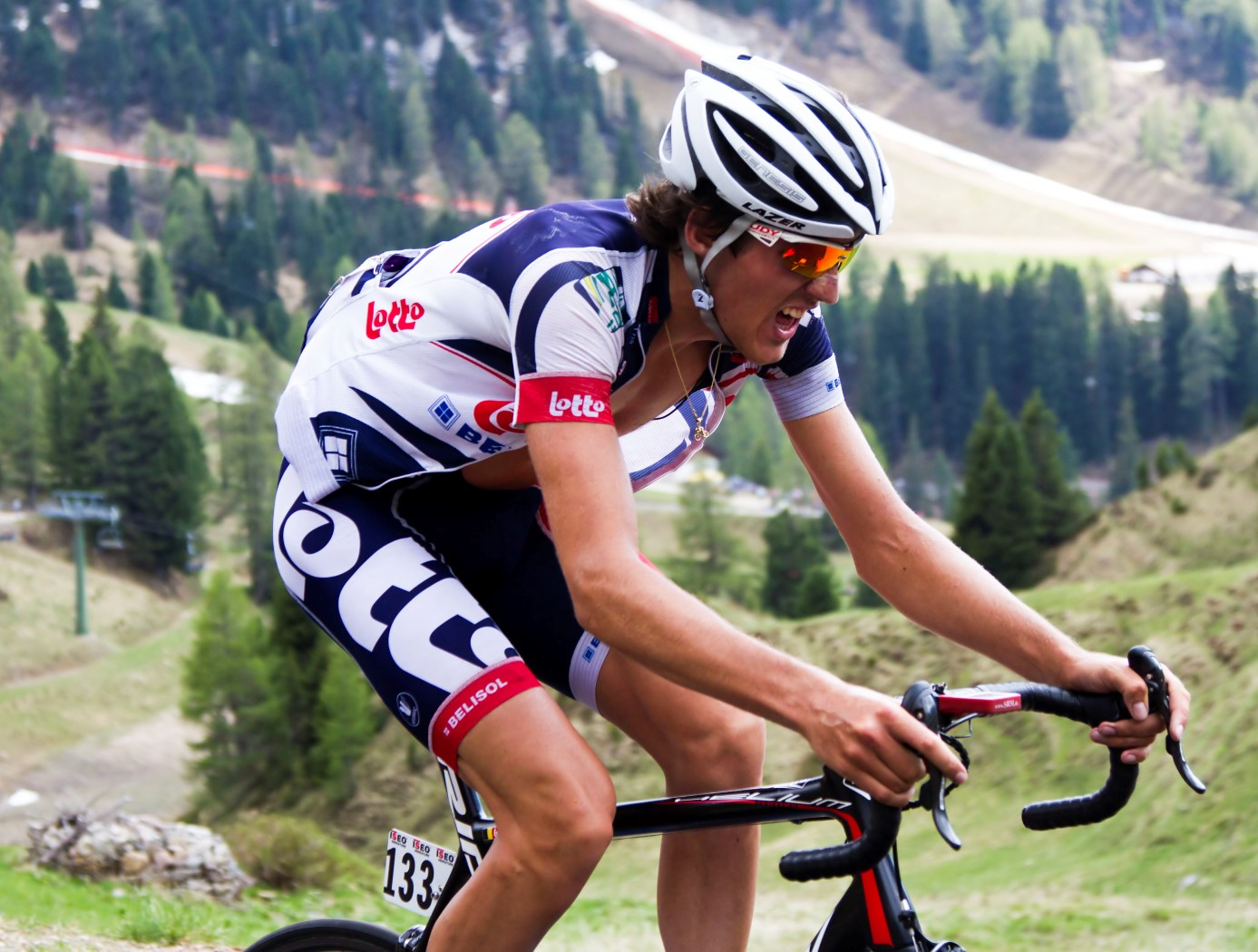
Giro d'Italia 2012. Francis De Greef al passo di Pampeago.

### Sci di discesa
Gli altri sport invernali da discesa possono essere praticati presso la stazione sciistica dello Ski Center Latemar, raggiungibile dal passo di Pampeago.

### Ciclismo
L'Alpe di Pampeago è stata inoltre più volte arrivo di tappa del Giro d'Italia:
- 1998 (3 giugno): 18ª tappa, vinta da Pavel Tonkov
- 1999 (3 giugno): 19ª tappa, vinta da Marco Pantani
- 2003 (24 maggio): 14ª tappa, vinta da Gilberto Simoni
- 2008 (24 maggio): 14ª tappa, vinta da Emanuele Sella
- 2012 (25 maggio): 19ª tappa, vinta da Roman Kreuziger